# Robert Taylor Jones
Robert Taylor Jones, född 8 februari 1884 i Rutledge i Tennessee, död 11 juni 1958 i Phoenix i Arizona, var en amerikansk demokratisk politiker. Han var den 6:e guvernören i delstaten Arizona 1939–1941.
Jones hade arbetserfarenhet från olika byggprojekt, han var bland annat med om att bygga Panamakanalen. Han grundade Jones Drug Company som han utvidgade till en kedja av apotek i Arizona.
Jones avled 1958 och gravsattes på Greenwood Memory Lawn Cemetery i Phoenix.